# Paphiopedilum wilhelminae
Paphiopedilum wilhelminae är en orkidéart som beskrevs av Louis Otho Otto Williams. Paphiopedilum wilhelminae ingår i släktet Paphiopedilum och familjen orkidéer. Inga underarter finns listade i Catalogue of Life.